# Little Meg

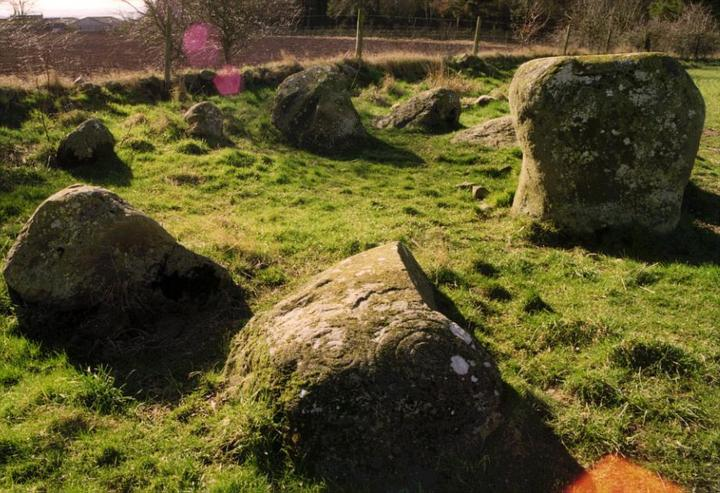
El círculo de Little Meg con la piedra decorada al fondo.

Little Meg es un pequeño círculo de piedras de grandes bordillos que probablemente encerraba un cúmulo de piedras de la Edad del Bronce. Se encuentra cerca de la aldea de Langwathby hacia el noreste de Penrith en el condado inglés de Cumbria y está a 640 metros al noreste del más famoso círculo de piedras Long Meg y sus hijas.
Una de las piedras fue decorada, en la antigüedad, con una serie de círculos concéntricos y una espiral.